# Фомина, Яна Владимировна
Яна Владимировна Фомина (род. 3 ноября 1986, Кемерово) — российская футболистка и футбольный тренер, игравшая на позиции полузащитника. Мастер спорта России (2004).

## Карьера игрока

### Клубная
Воспитанница кемеровского футбола. Первым тренером был Сергей Прокопьев, позднее Яна занималась под руководством Натальи Корнюшиной. В 2001 году переехала с Корнюшиной в Краснодар, карьеру начала через год в Кисловодске в составе команды «Энергетик-КМВ».
Выступала за различные клубы России: ЦСК ВВС (Самара), «Кузбасс» (Кемерово), «Приалит» (Реутов), «Химки», «Энергия» (Воронеж), «Рязань-ВДВ» (Рязань). Ни в одном клубе ей не удавалось закрепиться: команда каждый раз или выбывала в низшую лигу, или расформировывалась. В 2010 году прошла просмотр в пермской «Звезде-2005», однако в основной состав так и не попала из-за серьёзной травмы. В 2011 году завершила карьеру, несмотря на усиленное лечение.

### В сборной
В молодёжной сборной играла на чемпионате Европы 2004 года в Финляндии (бронзовый призёр) и на чемпионате мира 2004 в Таиланде.

## Личная жизнь
Образование среднее. Любимый фильм — «Гладиатор». Любимые игроки — Зинедин Зидан и Роналдо. Из блюд предпочитает мясо по-французски, из напитков молочные коктейли. Интересуется также большим теннисом и гимнастикой.